# Melissa Gorman
Melissa Gorman (Sydney, 11 dicembre 1985) è un'ex nuotatrice australiana.

## Carriera
Specializzata sia nel nuoto in vasca che in quello di fondo, ha vinto diversi titoli a livello mondiale.

## Palmarès
- Mondiali

Roma 2009: oro nei 5 km.
Shanghai 2011: argento nei 5 km a squadre.
- Mondiali in vasca corta

Indianapolis 2004: bronzo negli 800 m sl.
- Mondiali in acque libere

Roberval 2010: bronzo nei 10 km.
- Giochi PanPacifici

Irvine 2010: oro nei 1500m sl e bronzo nei 10 km
- Giochi del Commonwealth

Melbourne 2006: argento negli 800 m sl.
Delhi 2010: bronzo negli 800 m sl.